# Drangsnes
Drangsnes is een klein plaatsje in de regio Vestfirðir in het noordwesten van IJsland. Drangsnes is een onderdeel van de gemeente Kaldrananeshreppur. Het plaatsje is gelegen aan de noordoostelijke oever van de Steingrímsfjörður niet ver van Hólmavík. De belangrijkste bronnen van inkomsten van Drangsnes zijn de visserij en de visverwerkende industrie. Drangsnes ligt aan de weg met nummer 645 die in noordelijke richting naar Djúpavík voert. In de andere richting kan men via weg nummer 61 naar Ísafjörður.
Aan de kust van Drangsnes ligt de rots Kerling (Oude vrouw). Volgens de overlevering is het een vrouwelijke trol die door zonnestralen in steen veranderde, en mensen met een rijke fantasie herkennen er een menselijk silhouet in. Vroeger stond deze steen geheel vrij, maar de IJslanders hebben er een zwembad bijna pal tegenaan gebouwd.
Tegenover de kerk liggen drie warme badjes (hot tubs) met water van verschillende temperaturen, tussen de weg en de zee ingeklemd. Deze badjes zijn vrij toegankelijk (vrijwillige bijdrage).
Even uit de kust ligt het eilandje Grímsey. Dit is het grootste eiland van het district Strandir waartoe Drangsnes behoort. Het wordt nu gebruikt als weide voor vee en voor hooi maken. Er komen veel papegaaiduikers voor.

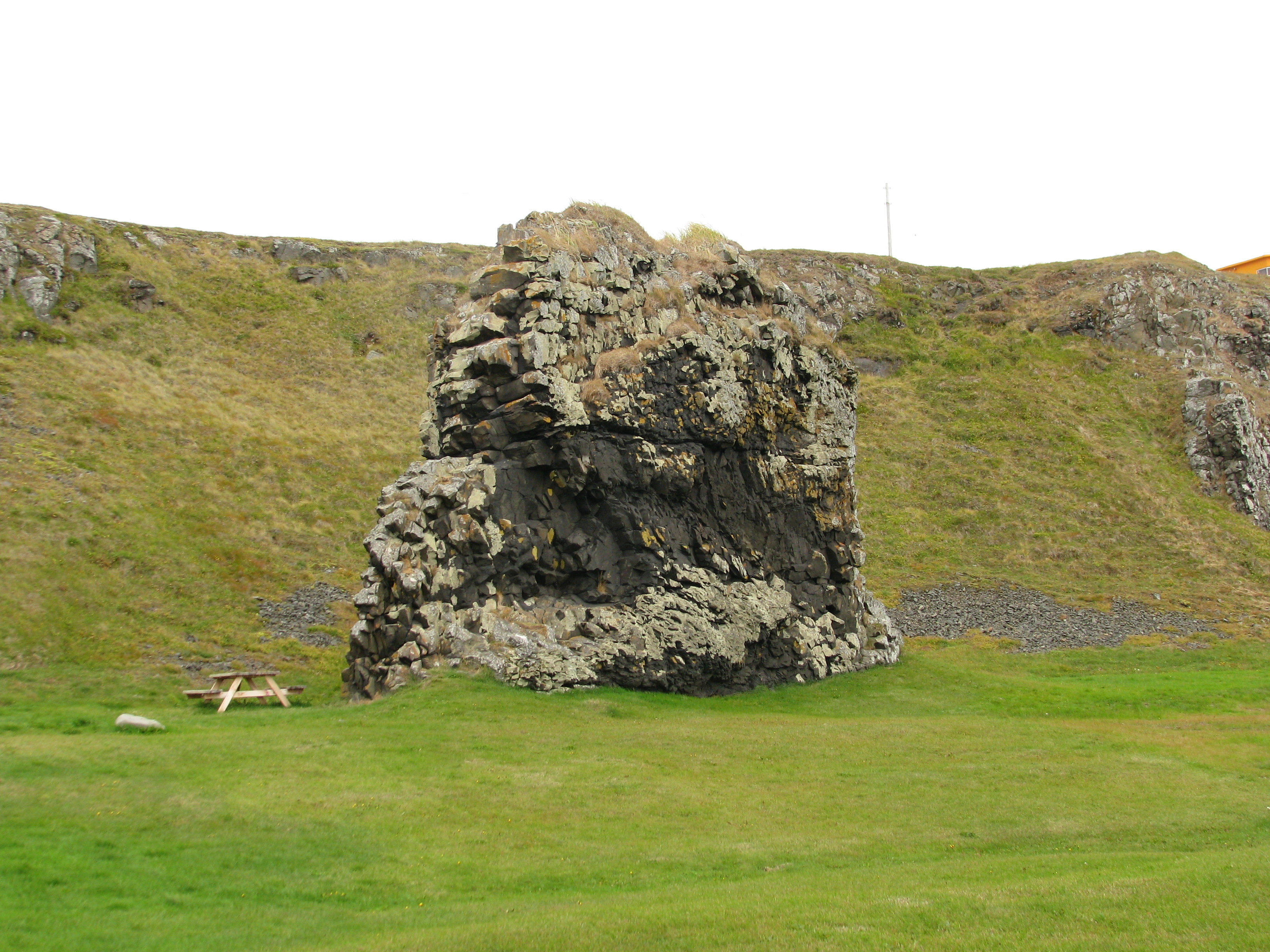
Kerling.
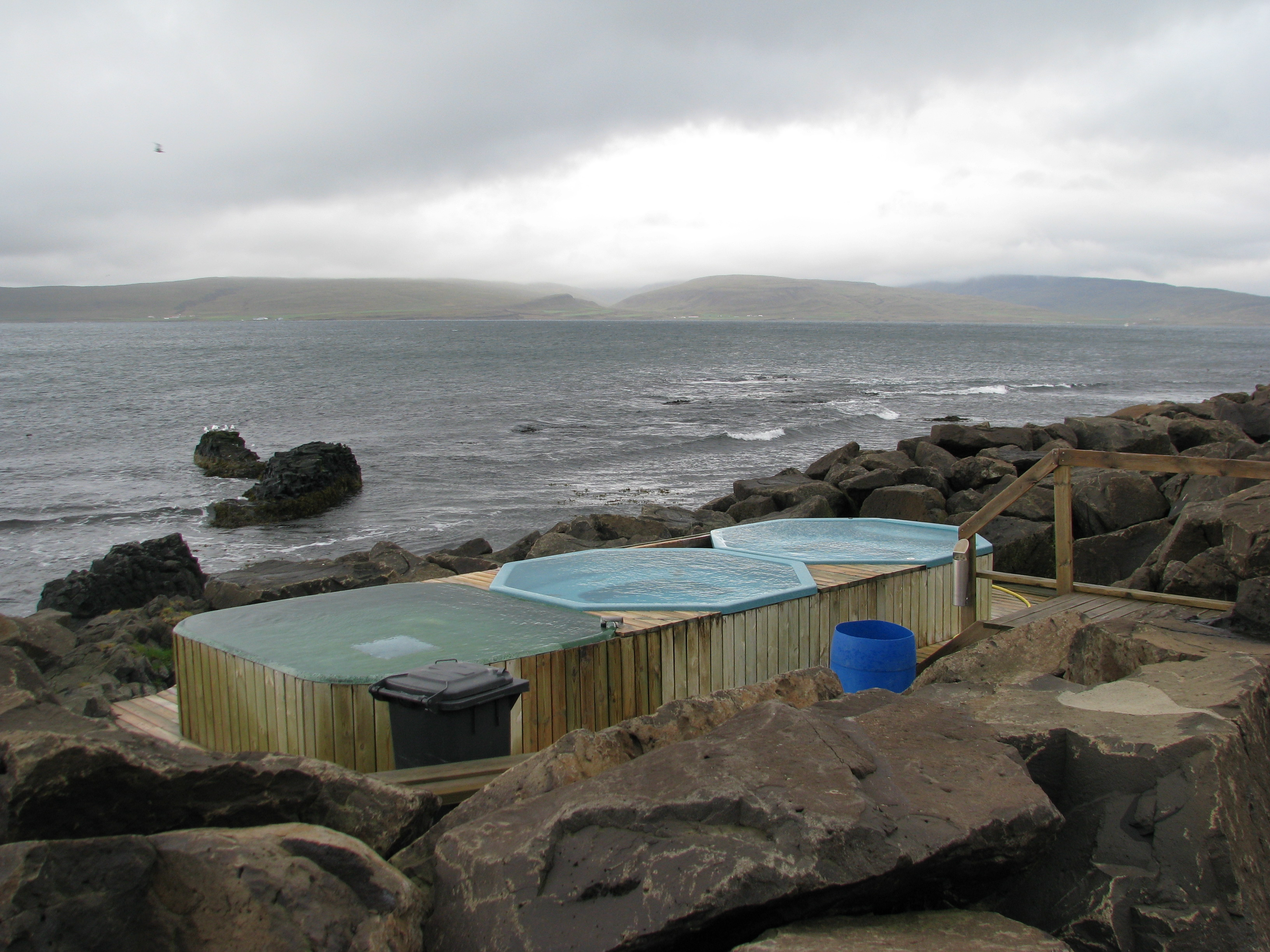
Drie warmwaterbadjes aan de kust.